# Эпиктетов, Сергей Фёдорович
Сергей Фёдорович Эпиктетов (1908 год, г. Сенгилей, Симбирская губерния, Российская империя — 1977 год) — советский государственный деятель. Нарком и министр коммунального хозяйства Казахской ССР. Депутат Верховного Совета Казахской ССР II—IV созывов.

## Биография
Родился в 1908 году в г. Сенгилей Ульяновской области в семье священника. По национальности — русский. Член Коммунистической партии с 1941 г.

### Образование
В 1933 году окончил теоретический курс Ленинградского планового института без защиты диплома.

### Трудовая деятельность
В 1922—1933 годах слесарь паровозно-ремонтных мастерских (станция Кзыл-Арват Среднеазиатской железной дороги), учащийся Ашхабадского железнодорожного техникума, помощник паровозного машиниста депо-товарная Среднеазиатской железной дороги (г. Ташкент), студент Ленинградского планового института.
В 1933—1935 годах экономист Государственной плановой комиссии Якутской АССР.
В 1935—1941 годах экономист, начальник отдела Государственной плановой комиссии Казахской ССР.
В 1941—1943 годах председатель Карагандинской областной плановой комиссии.
В 1943—1944 годах заместитель председателя и первый заместитель председателя Карагандинского облисполкома.
С ноября 1944 по июнь 1945 года заместитель председателя Государственной плановой комиссии Казахской ССР.
С июня 1945 года нарком, с марта 1946 по апрель 1955 года министр коммунального хозяйства Казахской ССР.
С апреля по октябрь 1955 года заместитель министра городского и сельского строительства Казахской ССР.
С ноября 1955 года начальник отдела Государственной плановой комиссии Казахской ССР.
В 1956—1959 годах первый заместитель председателя Алма-Атинского горисполкома.
В 1959—1960 годах председатель Алма-Атинской городской плановой комиссии.
В 1960—1963 годах начальник отдела Государственной плановой комиссии Казахской ССР.
С 1963 года персональный пенсионер союзного значения.
После выхода на пенсию до 1976 года работал главным специалистом в проектном институте «Казоргтехстрой».

### Партийная и общественная деятельность
Кандидат в члены ЦК Компартии Казахстана.
Депутат Верховного Совета Казахской ССР II созыва (1947—1951) от Усть-Каменогорского городского округа Восточно-Казахстанской области
Депутат Верховного Совета Казахской ССР III созыва (1951—1955) от Чимкентского—Кагановичского округа Южно-Казахстанской области.
Депутат Верховного Совета Казахской ССР IV созыва (1955—1959) от Чердоякского округа Восточно-Казахстанской области

### Награды
Награжден медалями за добросовестный труд.

### Семья
Брат — Эпиктетов Евгений Фёдорович (1906 г.р.) работал начальником планового отдела депо станции Алма-Ата-1. 14 января 1937 был арестован, но 28 апреля 1937 реабилитирован за недоказанностью состава преступления.

### Публикации
Эпиктетов С. Ф. Алма-Ата к 40-летию Казахстана. — Госкомитет по делам строительства, Алма-Ата, 1961.